# Two Rivers
Two Rivers est une census-designated place du borough de Fairbanks North Star en Alaska aux États-Unis. Sa population était de 719 habitants en 2010.
Elle est située sur la route de Chena Hot Springs, entre la rivière Chena et la rivière Little Chena, à 10 km de Pleasant Valley.
Les températures moyennes vont de −28 °C à −19 °C en janvier, et de 9 °C à 22 °C en juillet.
Son implantation est due à l'expansion de Fairbanks et de la zone voisine. Il s'y trouve plusieurs magasins de fournitures générales, une poste, un observatoire, et les habitants, qui en majorité travaillent à Fairbanks, élèvent aussi de chiens de traineaux, et participent à des courses d'attelages à cause des nombreuses pistes locales de qualité.

## Démographie
| 1980 | 1990 | 2000 | 2010 | - | - |
| ---- | ---- | ---- | ---- | - | - |
| 359  | 453  | 482  | 719  | - | - |

### Source
- (en) CIS